# Rio Leán
Leán é um rio que atravessa o território de Honduras, na América Central.